# Joana Vilapuig
Pour les articles homonymes, voir Vilapuig.
Joana Vilapuig, née le 27 octobre 1994 à Sabadell, en Espagne, est une actrice espagnole.

## Biographie
Pendant sa jeunesse, Joana Vilapuig est comédienne au théâtre avec l'association culturelle Joventut de la Faràndula (ca). Elle commence sa carrière d'actrice professionnelle en 2009 en faisant une brève apparition dans Herois, film dirigé par Pau Freixas (es), qui mettra en vedette également sa sœur Mireia Vilapuig. Deux ans plus tard, elle joue un rôle important dans la série Les Bracelets rouges, où elle incarne Cristina, une jeune adolescente puis adulte atteinte de troubles de l'alimentation graves. Cette série rencontre un véritable succès, ce qui lui vaudras d'être prolongée de quinze épisodes. La même année, elle joue le personnage d'Anna dans le court métrage de Javier Ferreiro REM. Le film a été sélectionné pour l'édition XLIV du Festival international du film de Catalogne de Sitges.

## Filmographie

### Séries
- Les Bracelets rouges (TV3, 2011 -) / Personnage: Cristina
- Olor de colonia  (2012)
- La caida de apolo (2014)
- Alguna pregunta més? (ca) (Saison 10 épisode 17) (2014) : Elle même
- Via llibre (Saison 2 épisode 29) (2013) : Elle même
- La meva (Série - Documentaire) : Elle même
- Divendres (Saison 2 épisodes 84, 131, 151 : Saison 3 épisode 46 et Saison 4 épisode 78) (2011 - 2013) : Elle même
- Twist (Saison 6 épisode 20) (2011) : Elle même

### Émissions
- Els matins (ca) (Saison 7 épisode 155 et Saison 9 épisode 150) (2010 et 2013)

### Téléfilms
- Marató 2012 : Elle même
- Marató 2011 : Elle même

### Courts-Métrages
- REM (2011) de Javier Ferreiro et María Sosa Betancor / Personnage: Anna
- Nadador
- El baile maldito (2012)

### Cinéma
- L'artèria invisible (2015) : Sonia